# Oliver Højer
Oliver Højer (* 24. Januar 2007) ist ein dänischer Fußballspieler. Er spielt beim FC Kopenhagen und ist zudem ein Nachwuchsnationalspieler.

## Karriere

### Verein
Oliver Højer spielte in seiner Kindheit bei Kjøbenhavns Boldklub im Ort Frederiksberg, welche komplett vom Stadtgebiet der Hauptstadt Kopenhagen umschlossen ist. Die erste Mannschaft dieses Vereins fusionierte sich mit der von B 1903 Kopenhagen im Jahr 1992 zum FC Kopenhagen. Die Nachwuchsmannschaften beider Mannschaften bestehen weiterhin, die erste Mannschaft von beiden Klubs sind hingegen vergleichbar mit der Reserve des FCK. Und beim FC Kopenhagen erhielt Højer im Januar 2024 einen Profivertrag Sein Pflichtspieldebüt für den FC Kopenhagen gab er am 25. Juli 2024, als er im Alter von 17 Jahren beim 3:0-Hinspielsieg in der zweiten Qualifikationsrunde zur Conference League gegen Bruno's Magpies, einem Verein aus Gibraltar, in der 74. Minute für Magnus Mattsson eingewechselt wurde. Beim 5:1-Sieg im Rückspiel am 1. August 2024 wurde Oliver Højer in der 70. Minute erneut für Matsson eingewechselt und erzielte in der 80. Minute das Tor zum 4:1.

### Nationalmannschaft
Oliver Højer ist Nachwuchsnationalspieler Dänemarks und kam bisher in den Altersklassen U16 und U17 zum Einsatz. Mit der U17-Nationalmannschaft der Dänen nahm er an der U17-Europameisterschaft 2024 in Zypern teil und erreichte dort mit seiner Mannschaft das Halbfinale, wo die Skandinavier gegen Italien verloren. Bis zum Ausscheiden gegen den späteren Titelträger aus der Apenninenhalbinsel kam Højer in jedem Spiel zum Einsatz.